# واترینگن
واترینگن (به هلندی: Wateringen) یک منطقهٔ مسکونی در هلند است که در وستلاند واقع شده‌است. واترینگن ۸٫۹ کیلومتر مربع مساحت دارد.